# 浜町公園

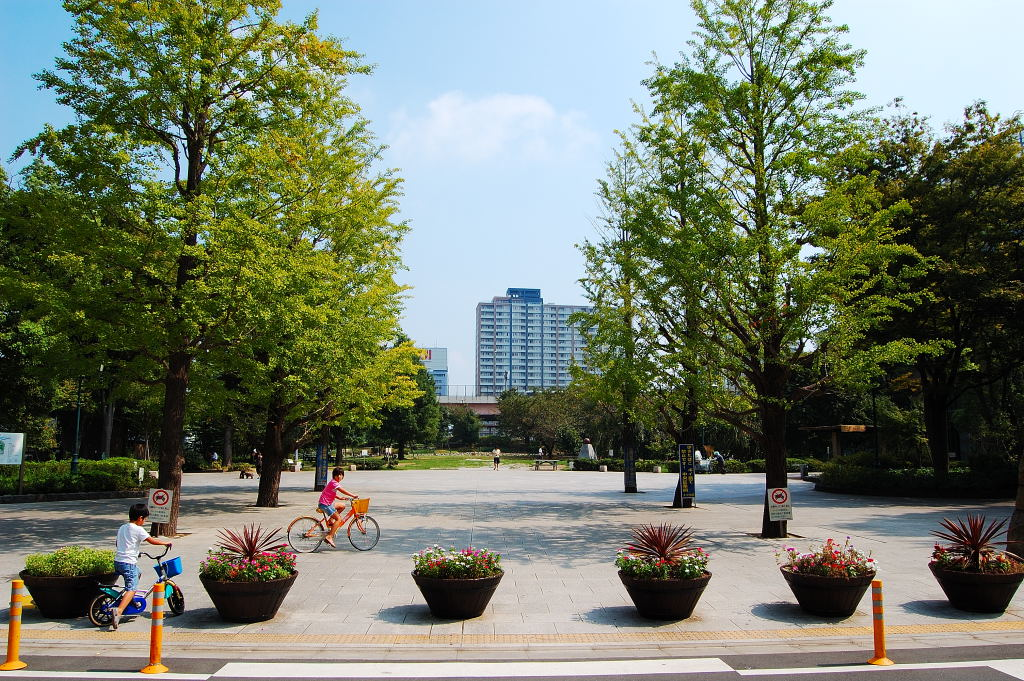
浜町公園

浜町公園（はまちょうこうえん）は、東京都中央区日本橋浜町二丁目にある中央区立の公園である。
中央区の公園の中では最大の面積を持ち、区を代表する公園として知られる。隅田川の河岸に面しており、新大橋から近い。

## 歴史

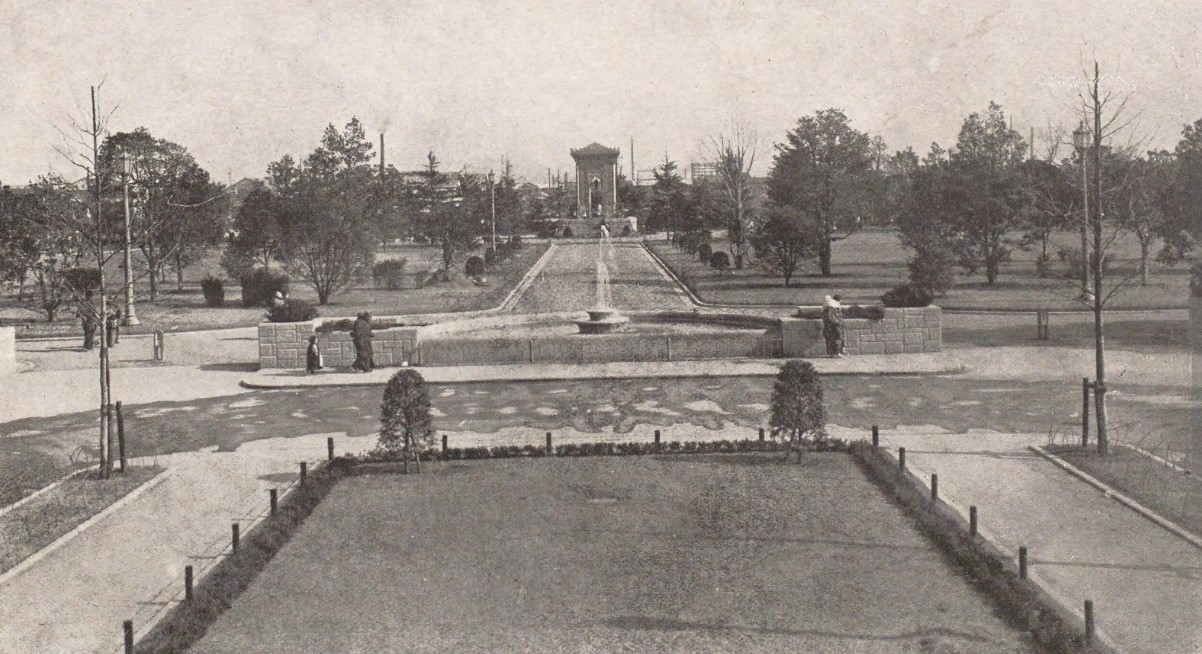
建設当時の浜町公園。大川端と金座通りに入り口、中央にホールをもつ近代的な公園として造られた。

1923年の関東大震災後、後藤新平の主導による帝都復興事業（帝都復興公園）の一環として、隅田公園（台東区、墨田区）・錦糸公園(墨田区）と併せて計画・整備され1929年に開園。
当地には、江戸時代は一橋徳川家、笠間藩主・牧野氏、弘前藩主・津軽氏、熊本藩主・細川氏（幕末期には沼津藩主・水野氏、岩槻藩主・大岡氏の屋敷となっている）の下屋敷、明治期以降も細川家（のち長岡子爵家）の邸宅があった。
公園内には、広場のほか、加藤清正を祀る清正公寺がある。もとは文久元年（1861年）に熊本藩主家によって屋敷内に勧請され、明治期以降「加藤神社」、のちに「浜町清正公堂」と称され、当地がまだ細川家所有であった頃から一般参拝が許されていた。
現在では、園内にデイキャンプ場や運動広場の他、中央区立総合スポーツセンターがある。近隣地域の貴重な緑地スペースとして、現在に至るまで周辺住民のみならず浜町付近を利用する人に多く利用されている。
2020年東京オリンピックの聖火リレーでセレブレーション会場となった、聖火ランナーは公募により1万人程度が選ばれた。
聖火リレーについて、組織委員会はスポンサー企業4社と各都道府県実行委員会が行ったランナー公募に延べ53万5717件の応募があったと発表した。東京都の公募枠は165人で、1万6910人から応募があった、倍率は102倍になった。
映画「容疑者Xの献身」の舞台でもある。
当公園内を東西にわたって都営地下鉄新宿線浜町駅が横断している。また、新宿線建設時には公園内にシールドマシンの土砂搬出基地やセグメントブロックの搬入口として使用された。

## 主な施設
- 遊具広場
- 芝生広場

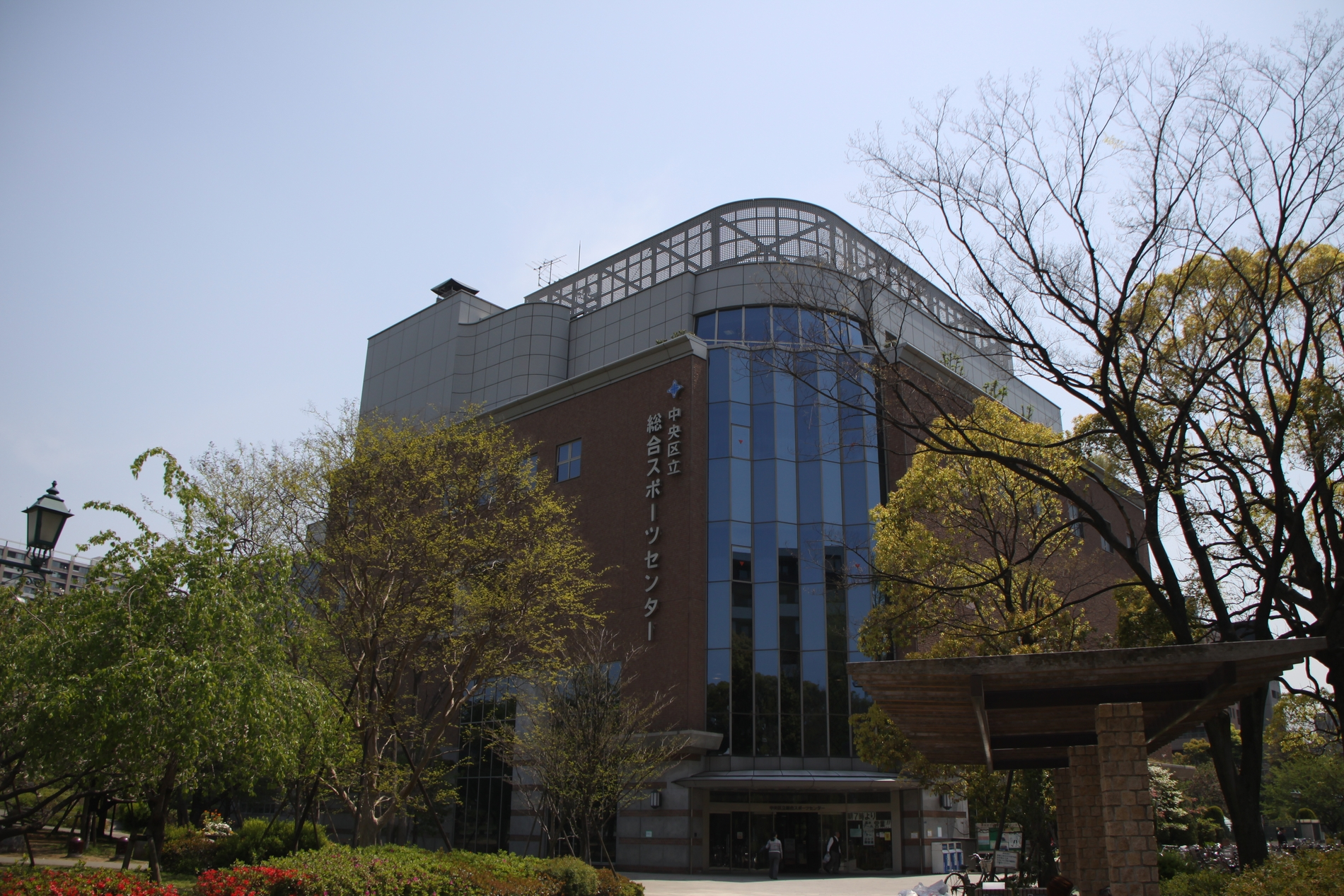
総合スポーツセンター

- デイキャンプ場 - 中央区在住・在勤者の利用を想定。総合スポーツセンター内の現地事務所が管理している。
- 浜町運動場
- 中央区立総合スポーツセンター（プール、ゴルフ練習場、弓道場などが所在）
- 清正公寺
- 中央区立浜町集会施設「浜町メモリアル」

面積:46,531 m2
北側の浜町運動場地下には、中央区立浜町公園地下駐車場が設けられている。ただし、地下には都営新宿線が斜めに横断しているため、駐車場は変則的な形状をしている。
- 1993年12月建設工事着工、1996年3月竣工[5]
- 自動車収容台数：200台、自転車収容台数：300台[5]
- 総事業費：駐車場部：44億4,000万円、自転車駐輪場部：2億9,000万円（概算）[5]

## 利用
- 開園時間：常時開園
- 駐車場：公園の地下に区営の駐車場あり（有料）｡
- 料金：入園無料。体育館や浜町運動場など諸施設の利用は有料。予約が必要な場合もあるので詳細は公園事務所等に問い合わせのこと。

## アクセス
- 都営地下鉄新宿線○浜町駅 （当公園の直下）
- 東京メトロ日比谷線○人形町駅または東京メトロ半蔵門線○水天宮前駅から、甘酒横丁商店街を抜けて、明治座前の緑道をさらに進んだ突き当り 徒歩約13分

## 近隣施設
- 明治座
- 東京テレビセンター